# În căutarea lui Cain
În căutarea lui Cain (titlu original: Raising Cain) este un film american thriller de groază psihologic din 1992 scris și regizat de Brian De Palma. Rolurile principale au fost interpretate de actorii John Lithgow, Lolita Davidovich și Steven Bauer.

## Prezentare
Soția oncolog a unui proeminent psiholog pentru copii suspectează că soțul ei are o obsesie științifică nesănătoasă pentru copilul lor, neștiind ce se întâmplă cu adevărat în capul lui sau cine este în capul lui.

## Distribuție
- John Lithgow - Dr. Carter Nix / Cain / Dr. Nix Sr. / Josh / Margo
- Lolita Davidovich - Dr. Jenny O’Keefe Nix
- Steven Bauer - Jack Dante
- Frances Sternhagen - Dr. Lyn Waldheim
- Gregg Henry - Lieutenant Terri
- Tom Bower - Sergeant Sean Cally
- Mel Harris - Sarah
- Teri Austin - Karen Bowman
- Gabrielle Carteris - Nan
- Barton Heyman - Mack
- Amanda Pombo - Amy Nix
- Kathleen Callan - Emma
- Geoff Callan - Young Lover